# Послание (фильм)
«Посла́ние» (англ. The Message; араб. الرسالة‎) — исламский эпический исторический фильм 1976 года, снятый сирийско-американским режиссёром Мустафой Аккадом. Рассказывет о временах жизни пророка Мухаммеда с точки зрения его дяди Хамзы ибн Абд аль-Мутталиба и его приемного сына Зейда ибн Харисы. В соответствии с исламским запретом на изображение пророка в фильме он не показан.
Снят в двух версиях — арабской и английской, которые отличаются некоторыми актёрами. Соответственно, выпущен на арабском языке и на английском языке. Фильм служит введением в раннюю исламскую историю. Слоган: «The Story of Islam» (история ислама).
Дирижёр и композитор Морис Жарр был номинирован на премию «Оскар» за музыку, написанную к фильму.

## Сюжет
В фильме показан период, когда Мухаммед стал пророком Аллаха. Его жизнь показана с первых лет в Мекке, в которой мусульмане преследовались, затем показано массовое переселение в Медину и торжественное возвращение мусульман в Мекку. В фильме отражены многие переломные события, такие, как битва при Бадре и битва при Ухуде. Большинство историй рассказывают свидетели: дядя Мухаммеда — Хамза ибн Абд аль-Мутталиб, владыка Мекки — Абу Суфьян и его жена — Хинд бинт Утба (которые были ярыми врагами ислама, но позже сами стали мусульманами).

## В ролях

### Английская версия
| Актёр                | Роль         | Примечание                     |
| -------------------- | ------------ | ------------------------------ |
| Энтони Куинн         | Хамза        | младший дядя Мухаммеда         |
| Ирен Папас           | Хинд         | дочь Утбы, жена Абу Суфьяна    |
| Майкл Ансара         | Абу Суфьян   | владыка Мекки, муж Хинд        |
| Джонни Секка         | Билал        | первый муэдзин                 |
| Гаррик Хэгон         | Аммар        | сподвижник Мухаммеда           |
| Майкл Форест         | Халид        | главный полководец             |
| Дэмиен Томас         | Зайд         | приёмный сын Мухаммеда         |
| Андре Морелл         | Абу Талиб    | дядя Мухаммеда                 |
| Мартин Бенсон        | Абу Джахль   | курейшит                       |
| Роберт Браун         | Утба         | отец Хинда                     |
| Розали Крачли        | Сумайя       | мать Аммара, жена Ясира        |
| Невилл Джейсон       | Джафар       | сын Абу Талиба                 |
| Бруно Барнаби        | Умайя        | курейшит                       |
| Джон Беннетт         | Ибн Салюль   | глава Медины                   |
| Дональд Бёртон       | Амр          | купец, курейшит                |
| Эрл Кэмерон          | Наджаши      | царь Эфиопии                   |
| Джордж Камилле       | Валид        | сын Утбы, брат Хинд            |
| Николас Амер         | Сухайль      | курейшит                       |
| Роналд Ченери        | Мусаб        | сподвижник Мухаммеда           |
| Майкл Годфри         | Барра        | сподвижник Мухаммеда           |
| Джон Хамфри          | Убада        | двоюродной брат Мухаммеда      |
| Хабиб Ажели          | Хузайфа      | сын Утбы, сподвижник Мухаммеда |
| Ивен Солон           | Ясир         | отец Аммара                    |
| Элейн Айвз Кэмерон   | Арва         | жена Абу Лахаба                |
| Вольф Моррис         | Абу Лахаб    | дядя Мухаммеда                 |
| Салем Джедара        | Вахши        | эфиопский раб                  |
| Абдулла Ламрани      | Икрима       | сын Абу Джахля                 |
| Рональд Ли-Хант      | Ираклий      | император Византии             |
|                      | Аль-Мукаукис | патриарх Александрийский       |
| Хассан Джунди        | Хосров       | шахиншах Персии                |
| Мухаммад Аль-Гаддари |              | ростовщик, купец               |
| Леонард Тролли       |              | торговец шёлком                |
| Питер Мэдден         |              | беззубый                       |
| Жерар Гели           |              | поэт Синан                     |

### Арабская версия
| Актёр              | Роль       | Примечание                  |
| ------------------ | ---------- | --------------------------- |
| Абдулла Гайс       | Хамза      | младший дядя Мухаммеда      |
| Муна Васиф         | Хинд       | дочь Утбы, жена Абу Суфьяна |
| Хамди Гайс         | Абу Суфьян | владыка Мекки, муж Хинд     |
| Ахмед Мари         | Зайд       |                             |
| Али Ахмед Салем    | Билал      | первый муэдзин              |
| Мухаммад Аль-Араби | Аммар      | сподвижник Мухаммеда        |
| Махмуд Саид        | Халид      | главный полководец          |
| Хассан Джунди      | Абу Джахль |                             |
| Мартин Бенсон      | Хосров     | шахиншах Персии             |
| Рональд Ли-Хант    | Ираклий    | император Византии          |

## Саундтрек
Музыку исполняет «Королевский филармонический оркестр» — Морис Жарр
1. The Message (03:09) — Послание
2. Hegira (04:39) — Хиджра
3. Building the First Mosque (02:33) — Построение первой мечети
4. The Sura (03:32) — Сура
5. Presence of Mohammad (02:11) — Наличие Мухаммеда
6. Entry to Mecca (03:14) — Вступление в Мекку
7. The Declaration (02:39) — Декларация
8. The First Martyrs (02:26) — Первые мученики
9. Fight (04:11) — Сражение
10. The Spread of Islam (03:35) — Распространение ислама
11. Broken Idols (03:40) — Разбитые идолы
12. The Faith of Islam (02:33) — Вера ислама